# Sonpur (Staat)
Sonpur war ein Fürstenstaat Britisch-Indiens im heutigen Bundesstaat Odisha. Seine Hauptstadt war der Ort Sonpur.
Er wurde 1556 von Madan Gopal Singh Deo, einem Sohn des Raja von Sambalpur (Chauhan-Rajputen), gegründet und war 1803–1947 britisches Protektorat. Er hatte 1901 eine Fläche von 2347 km² und 170.000 Einwohner. Sonpur unterstand bis 1905 den Central Provinces, dann Bengalen bzw. Orissa (Odisha).
Der Raja schloss sich im August 1947 der Eastern States Union an. Am 1. Januar 1948 wurde diese Union aufgelöst und Sonpur Orissa und damit Indien eingegliedert. Am 1. November 1956 wurden alle Fürstenstaaten aufgelöst.